# 개인 통신망
개인 통신망(PAN: Personal Area Network)은 개인의 작업 공간을 중심으로 장치들을 서로 연결하기 위한 컴퓨터 네트워크이다. 유선을 통한 연결은 보통 USB나 FireWire 등의 인터페이스를 통하여 연결되고, 무선 연결은 IrDA나 Bluetooth, UWB, ZigBee 등의 무선 네트워크 기술을 이용하여 연결된다. 원론적으로 개인 통신망은 개인의 주위를 커버하는 컴퓨터 통신망을 의미하므로 데스크톱 환경에서의 주변기기 연결까지도 개인 통신망으로 포함이 가능하지만, 보통의 경우 PAN을 말할 때에는 모바일 컴퓨팅(Mobile Computing)이나 웨어러블 컴퓨팅(Wearable Computing)적인 성격이 강하고, Bluetooth나 UWB 등의 기술을 이용하여 개인 휴대 기기 사이에서 구성된 무선 연결망을 의미한다. 특히 다른 무선 연결 기술보다는 Bluetooth와 UWB를 이용하는 네트워크를 의미하는 경우가 많다.

## 분류

### 거리에 의한 분류
의미론적으로 PAN은 한 사람을 중심으로 주변에 형성된 컴퓨터 네트워크를 의미하고, 이는 보통 최대 10m(33피트) 정도의 거리를 의미한다. 이와 대조적으로 LAN이나 WAN 등의 광범위 통신망의 경우에는 보통 수백 피트에서 그 이상을 커버하며 이는 작게는 방 하나에서 넓게는 건물 전체나 도시 하나를 커버하게 된다.

### 속도에 의한 분류
일반적으로 PAN은 Bluetooth나 UWB를 통한 연결망을 주로 의미하므로, 이 두 표준에 의하여 속도가 결정된다. Bluetooth 연결의 경우 2~54Mbps 정도의 속도를 보여주고, UWB의 경우에는 675 Mbps 정도의 속도를 보여준다.

## 기술
Bluetooth PAN은 piconet이라고도 불린다. 이는 최대 8개의 활성화 중인 기기가 주-종(主-從) 관계(master-slave relationship)로 연결된다. 가장 먼저 연결된 기기가 주(主) 기기가 되고, 나머지 모든 기기들이 종(從) 기기가 되어 주기기와 통신하게 된다. 이 piconet은 이론적으로 최대 100m까지 연결 가능하지만 보통 10m 정도의 범위를 가지게 된다.
최근에는 Bluetooth 안테나 기술의 혁신으로 이 커버 범위가 크게 증가했다. DEF CON 12에서 "Flexilis"라는 해커는 무려 800m(0.5 mile)의 연결에 성공하였다. 이 연결에 사용된 안테나를 "The BlueSniper"라 명명하였다.
Skinplex는 사람의 피부를 통하여 근거리에서 통신하는 기술로 또 다른 의미의 개인 통신망으로 통용된다. Skinplex 기술은 인체에서 최대 1m 근방까지 검출(detect)과 통신이 가능하다. 이 기술은 이미 컨버터블 자동차에서 차 문 잠금 장치(door locks) 등에 사용되고 있다.

## 같이 보기
- IEEE 802.15
- 블루투스
- 지그비(ZigBee)